# A valise do professor
A valise do professor (センセイの鞄, Sensei no kaban) é um romance da escritora japonesa Hiromi Kawakami, publicado em 2001, sendo o segundo livro da autora a ser traduzido e publicado no Brasil. No ano de 2001, o livro ganhou o 37º Prêmio Tanizaki.

## Enredo
O livro se inicia com o reencontro de Tsukiko, uma mulher solitária e sem grandes objetivos na vida, com seu antigo professor do ensino médio, Harutsuna Matsumoto. Ela o chama apenas de professor durante parte da narrativa, por ter se esquecido de seu nome. Ambos costumam frequentar o mesmo bar e se aproximam, a princípio, pela coincidência de gosto culinário. A partir destes encontros, os dois passam a combinar diferentes passeios, onde Tsukiko passa a conhecer mais sobre a história do professor e a refletir sobre o relacionamento entre os dois.

## Temas
O tom da narrativa é dado pela atenção aos detalhes e aos acontecimentos simples do cotidiano, além das reflexões de Tsukiko sobre o seu relacionamento com o professor. A autora trata de maneira natural situações que socialmente são vistas como polêmicas, tais como o relacionamento de uma mulher adulta e desiludida, com um homem trinta anos mais velho que ela.

## Prêmio
Em 2001, Hiromi Kawakami recebeu o 37º Prêmio Tanizaki, por seu romance Sensei no kaban. Além disso, o livro ficou entre os finalistas do prêmio Man Asian Literary Prize de 2012.

## Adaptações
Em 2003, o livro ganhou uma adaptação em formato de filme para a televisão, com direção de Teruhiko Kuze, estrelando Kyoko Koizumi (Tsukiko) e Akira Emoto (professor).
Em 2005, o livro foi adaptado para o teatro, em formato de musical, estrelando Maki Sakai (Tsukiko) e Kenji Sawada (professor). O espetáculo teve a direção de Teruhiko Kuze e música composta por coba (nome artístico do músico Yasuhiro Kobayashi). O musical foi reencenado em 2010, com direção de Nozomi Makino, estrelando Yasuko Tomita como Tsukiko, e Kenji Sawada novamente no papel do professor.
O livro foi adaptado para história em quadrinhos, com a arte de Jiro Taniguchi, sendo publicado em dois volumes pela editora Futabasha, entre os anos de 2009 e 2010.